# إدنا غودريش
إدنا غودريش (بالإنجليزية: Edna Goodrich)‏ هي ممثلة أمريكية، ولدت في 22 ديسمبر 1883 في لوغانسبورت في الولايات المتحدة، وتوفيت في 26 مايو 1972 في نيويورك في الولايات المتحدة.

## معرض صور

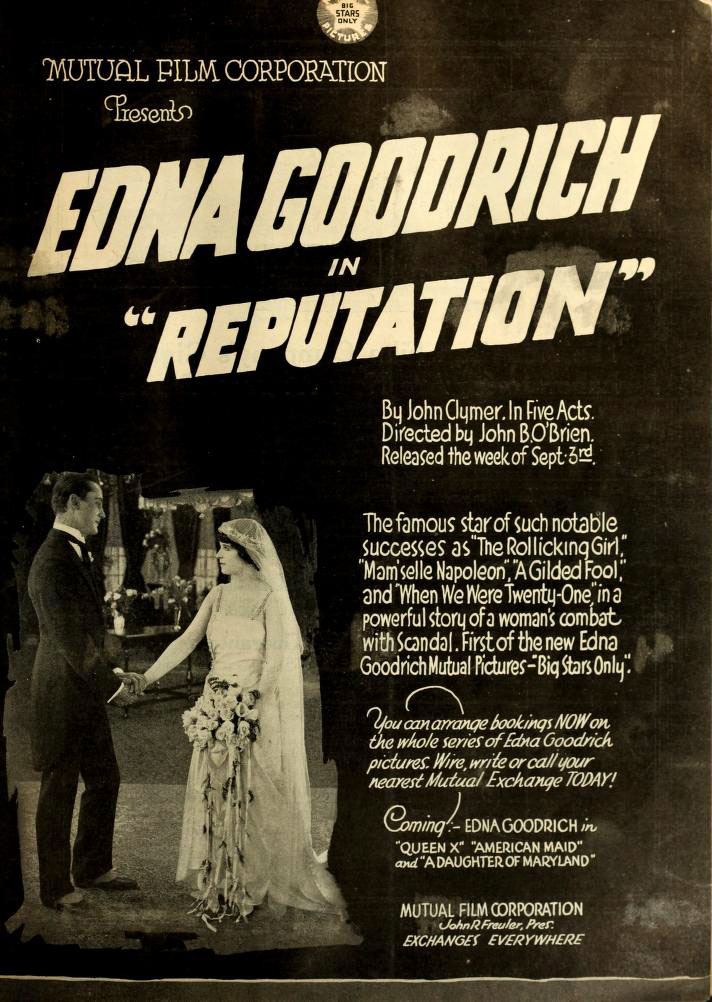
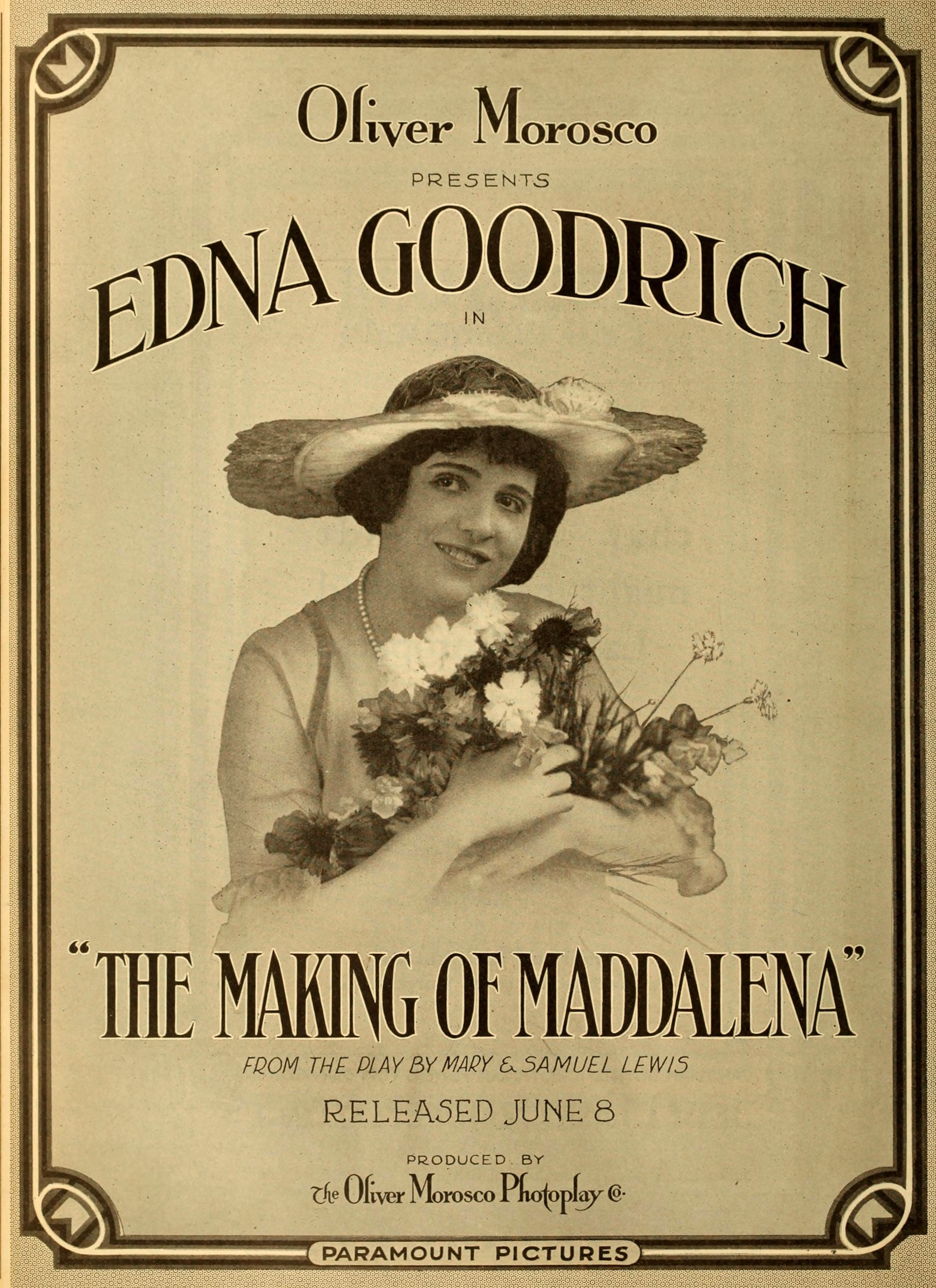
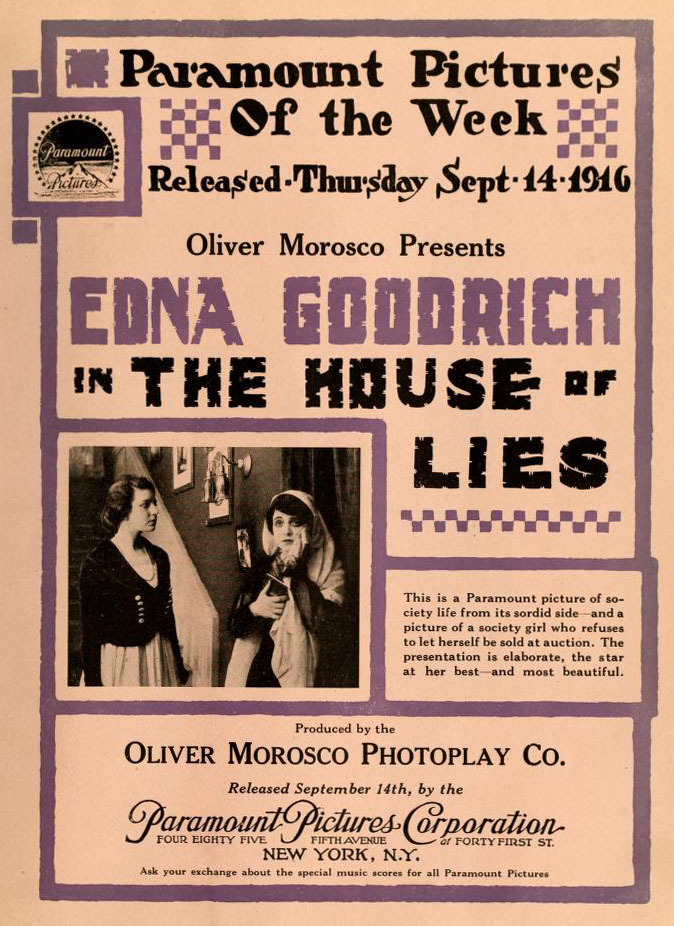
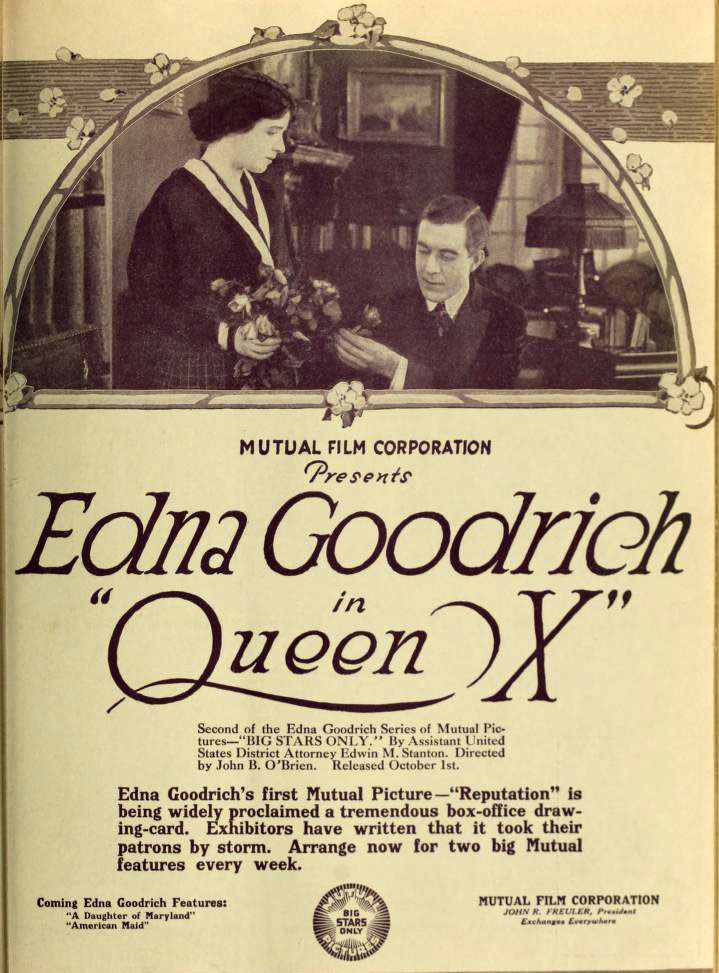

## وصلات خارجية
- إدنا غودريش على موقع IMDb (الإنجليزية)
- إدنا غودريش على موقع قاعدة بيانات برودواي على الإنترنت (الإنجليزية)